# جاستون باليوسكي
غاستون باليوسكي 20 مارس 1901 - 3 سبتمبر 1984 سياسي فرنسي كان أحد المقربين من شارل ديغول أثناء وبعد الحرب العالمية الثانية يُذكر أيضًا أنه عاشق للروائية الإنجليزية نانسي ميتفورد ويظهر بشكل خيالي في اثنتين من رواياتها